# CD Oro
Club Deportivo Oro, A.C., powszechnie znany jako Oro – meksykański klub piłkarski z siedzibą w mieście Guadalajara, założony w 1923 roku i grający obecnie w Segunda División de México (III poziom rozgrywek). Jego największym sukcesem jest mistrzostwo Meksyku wywalczone w sezonie 1962/63.

## Osiągnięcia

### Krajowe
- Primera División de México
  - Zwycięstwo (1x): 1963
  - Drugie miejsce (5x): 1948, 1954, 1956, 1961, 1965
- Copa México
  - Drugie miejsce (1x): 1947
- Campeón de Campeones
  - Zwycięstwo (1x): 1963

## Historia
Drużyna została założona 5 stycznia 1923 przez grupę jubilerów, chcących wypromować swoją firmę (po hiszpańsku termin oro oznacza złoto). Zespół szybko dołączył do jednej z najsilniejszych lig stanowych w Meksyku, czyli amatorskich rozgrywek stanu Jalisco. W 1942 utworzona została ogólnokrajowa, zawodowa liga. Oro dołączyło do niej w 1944 i premierowy sezon 1944/45 nie był dla klubu udany, gdyż zajął on ostatnie, trzynaste miejsce w lidze. W 1963 drużyna prowadzona przez węgierskiego trenera Árpáda Fekete wywalczyła jedyny tytuł mistrza Meksyku, zajmując pierwsze miejsce w tabeli rozgrywek z 36 punktami na koncie. Najskuteczniejszym zawodnikiem sezonu ligowego został gracz Oro, Brazylijczyk Amaury Epaminondas. Popularni Mulos mają także na koncie 5 tytułów wicemistrzowskich (1948, 1954, 1956, 1961, 1965) oraz zwycięstwo w superpucharze Meksyku, czyli Campeón de Campeones (1963). Zespół z najwyższej klasy rozgrywkowej spadł w 1970 i od tego czasu już do niej nie powrócił. Obecnie gra w trzeciej lidze meksykańskiej, w rozgrywkach Liga de Nuevos Talentos.

## Inne sekcje
Drużyna kobieca C.D. Oro występuje obecnie w najwyższej klasie rozgrywkowej kobiet (Super Liga Femenil de Fútbol).